# Manserja
MANSERJA era el nombre que recibía la Mancomunidad de Servicios del Jabalón en la provincia de Ciudad Real, comunidad autónoma de Castilla-La Mancha, España.

## Contexto geográfico
La componían 23 municipios que se encuentran en las vegas que recorre el río Jabalón afluente del Guadiana por su margen izquierda y que atraviesa parte de las comarcas históricas del  Campo de Montiel y del  Campo de Calatrava.

## Municipios
- Albaladejo
- Alcubillas
- Almedina
- Almuradiel
- Calzada de Calatrava
- Carrizosa
- Castellar de Santiago
- Cózar
- Fuenllana
- Montiel
- Moral de Calatrava
- Puebla del Príncipe
- San Carlos del Valle
- Santa Cruz de los Cáñamos
- Santa Cruz de Mudela
- Terrinches
- Torre de Juan Abad
- Torrenueva
- Valdepeñas
- Villamanrique
- Villanueva de la Fuente
- Villanueva de los Infantes
- Viso del Marqués

## Origen y servicios que prestaba. Disolución.
Se creó el 23 de mayo de 1986, en un principio para la recogida y la transformación de los residuos sólidos urbanos y la construcción de un centro de tratamiento medioambiental de estos. 
Su desarrollo posterior incluyó, entre sus actividades y competencias, otros servicios: 
- Protección del medio ambiente.
  - Tratamiento de aguas residuales.
  - Extinción de incendios.
- Mataderos, Mercados y Lonjas:
  - Veterinarios y sanidad animal. (Hidatidosis)
  - Consumo: Oficinas de información al consumidor.
- Servicios de acondicionamiento y mejora de caminos rurales ( Inversión de Fondos Estructurales).
- Cultura, Ocio y Deporte:
  - Educación de adultos y desarrollo local de la cultura.
  - Promoción económica y desarrollo del Turismo Rural.
  - Recursos cinegéticos.
- Servicios Sociales.
- Fomento de la Participación Ciudadana.
- Relación entre organismos públicos y privados: Consejos Reguladores, Sindicatos, Asociaciones y Empresas, para la creación de cursos de formación y el fomento del empleo.

Finalmente, MANSERJA se disolvió el 13 de julio de 2018, pasando a formar parte del Ayuntamiento de Valdepeñas la mayoría de su patrimonio, destacando el inmueble del Paseo de la Estación (reconstrucción del original demolido a comienzos del 2000) o la nave de la Casa de los Rurales, en la calle Esperanza, ambas en el municipio de Valdepeñas.

## Comunicaciones
- Carreteras:
  - De norte a sur la vía más importante es la A-4. (Madrid –Cádiz)

- Ferrocarril:
  - Línea Madrid-Cádiz-Granada.

## Economía local

### Sector primario
Cultivos: vid, olivo y cereales, principalmente. Ganadería ovina y caprina.

### Sector secundario
Industria vitivinícola (DO La Mancha y DO Valdepeñas). Queserías (DO Queso Manchego). Aceites. Cárnicas, Conservas Vegetales.
- Pegamentos y colas de contacto en Calzada de Calatrava.
- Tecnología Electrónica en Valdepeñas.

### Recursos cinegéticos
Muy importante en toda la comarca en caza menor (liebre, perdiz roja, conejo y otras aves de estepa) y caza mayor en los límites sur con Sierra Morena y Sierra de Alcaraz. 

### Turismo
- Villanueva de los Infantes. Casas y palacios, tumba de Quevedo, etc.
- Montiel. Castillo.
- Santa Cruz de Mudela. Plaza de Toros de las Virtudes. s. XVI.
- Viso del Marqués. Palacio del marqués de Santa Cruz, Archivo de la Marina Española.
- Calzada de Calatrava. Sacro Convento y Castillo de Calatrava La Nueva.
- Valdepeñas. Bodegas y museos.
- Bordados de ganchillo en los pueblos del campo de Calatrava.

### Reservas hidráulicas
- Pantano de la Cabezuela. (Río Jabalón). (Capacidad máxima: 43 hm³). Ctra. Valdepeñas a Cózar, términos de Valdepeñas y Torre de Juan Abad. Entorno desarbolado con aguas poco profundas.
- Embalse de la Vega del Jabalón. Términos municipales Calzada de Calatrava y Granátula de Calatrava. Altitud: 639 m
- (Cuenca del Guadalquivir). Pantano de Fresnedas.